# Principio di segregazione delle interfacce
In ingegneria del software, il principio di segregazione delle interfacce (in inglese interface-segregation principle, abbreviato in ISP) è un principio di progettazione del software (soprattutto a oggetti) che afferma che un client non dovrebbe dipendere da metodi che non usa, e che pertanto è preferibile che le interfacce siano molte, specifiche e piccole (composte da pochi metodi) piuttosto che poche, generali e grandi. Questo consente a ciascun client di dipendere da un insieme minimo di metodi, ovvero quelli appartenenti alle interfacce che effettivamente usa. In ossequio a questo principio, un oggetto dovrebbe tipicamente implementare numerose interfacce, una per ciascun ruolo che l'oggetto stesso gioca in diversi contesti o diverse interazioni con altri oggetti.
L'ISP è uno dei cinque principi SOLID della programmazione a oggetti.